# Запеределье
Запеределье (укр. Запереділля) — село в Межгорской поселковой общине Хустского района Закарпатской области Украины.
Население по переписи 2001 года составляло 1043 человека. Почтовый индекс — 90005. Телефонный код — 3146. Код КОАТУУ — 2122455101.